# فرودگاه صحرایی جونز
فرودگاه صحرایی جونز (به انگلیسی: Jones Field) یک فرودگاه همگانی با کد یاتا F00 است که یک باند فرود آسفالت دارد و طول باند آن ۱۲۱۹ متر است. این فرودگاه در شهر بانهم، تگزاس کشور ایالات متحده آمریکا قرار دارد و در ارتفاع ۱۸۸ متری از سطح دریا واقع شده‌است.